# Altica sylvia
Altica sylvia är en skalbaggsart som beskrevs av Malloch 1919. Altica sylvia ingår i släktet Altica och familjen bladbaggar. Inga underarter finns listade i Catalogue of Life.